# 유발 (장사정왕)
장사정왕 유발(長沙定王 劉發, ? ~ 기원전 129년? 128년?)은 중국 전한의 황족 · 제후왕으로, 유씨 계통의 첫 장사왕이다. 전한 경제와 당희의 아들이다. 후한 광무제의 현조부이다.

## 사적
어머니 당희는 원래 정희의 시자로 당아(唐兒)라 했는데, 정희가 월경일 때 경제가 정희를 부르자 정희가 당아를 자기로 위장해 대신 보냈고, 경제는 술에 취해 정희인 줄 알고 당아와 성교해 임신시켰다. 그러나 나중에 정희가 아닌 줄 알았고, 잠결에 만든 아이라 해 이름을 발(發)이라 했다. 경제 2년(기원전 155년) 3월 갑인일, 다른 형제들과 함께 제후왕으로 봉해져, 단절된 장사문왕 오예의 가계를 대신해 황족으로써는 첫 장사왕이 되었다. 어머니가 총애를 거의 받지 못했기 때문에 낮고 습하고 가난한 제후국에 봉해진 것이다.
응소의 《사기집해》에 따르면, 경제 후2년(기원전 142년), 왕들이 입조해 장수를 축원하는 가무를 베풀 때, 소매를 걷어 드러내고 손을 조그맣게 내밀어 웃음거리가 됐다. 경제가 이를 괴이하게 여기자, “신의 나라는 작고 땅은 좁아, 회선하기에 부족합니다.”라고 말했고, 그래서 무릉·영릉·계양을 더 받았다.
원삭 원년 곧 장사정왕 28년(기원전 128년), 혹 장사정왕 27년(기원전 129년)에 죽어, 아들 유용이 뒤를 이어 장사왕이 됐다.

## 가계
- 전한 경제
  - 장사정왕 유발
    - 장사대왕 유용
    - 안성사후 유창[8][9]
    - 의춘후 유성[8][9]
    - 구용애후 유당[8][9]
    - 용릉후(容陵侯)[9] 혹 구릉후(句陵侯)[8] 유복(劉福)[8][9]
    - 노릉후(路陵侯) 유동(劉童)[9] 혹 낙릉후(洛陵侯) 유장(劉章)[8]
    - 유여후 유칙[8][9]
    - 도릉절후(荼陵節侯) 유흔(劉訢)[9] 혹 도릉후(荼陵侯) 유흔(劉欣)[8]
    - 건성후 유습[8][9]
    - 안중강후 유단[8][9]
    - 섭평후(葉平侯) 유희(劉喜)[9] 혹 섭강후 유가(劉嘉)[8]
    - 부이경후 유의[8][9]
    - 용릉절후 유매[8][9][10]
    - 도량경후 유정[9] 혹 유수(劉遂)[8]
    - 도양정후(洮陽靖侯)[8][9] 유수연(劉狩燕)[9] 혹 유구체(劉狗彘)[8]
    - 천릉절후 유현[11]

안성사후 ~ 용릉후는 원광(기원전 129년) 6년 7월 을사일, 노릉후 ~ 섭평후는 원삭 4년(기원전 125년) 3월 을축일, 부이경후는 원삭 5년(기원전 124년) 3월 계유일, 용릉절후 ~ 천릉절후는 6월 임자일에 봉해졌다.